# Lotfi Tchambaz
Lofti Tchambaz (né le 8 novembre 1985) est un coureur cycliste algérien, qui participe à des compétitions sur route et sur piste. Son palmarès comprend notamment divers titres de champion d'Afrique.

## Biographie
En dehors du continent africain, Lofti Tchambaz a participé à diverses éditions des championnats du monde sur piste. Il a également représenté l'Algérie aux Jeux de la solidarité islamique de 2021.

## Palmarès sur piste

### Championnats d'Afrique
- Le Caire 2020
  -  Champion d'Afrique de poursuite individuelle
  -  Médaillé d'argent de la poursuite par équipes
  -  Médaillé d'argent de l'américaine
- Le Caire 2021
  -  Médaillé d'argent de la poursuite par équipes
  -  Médaillé d'argent de l'américaine
- Abuja 2022
  -  Champion d'Afrique de la poursuite par équipes (avec El Khacib Sassane, Yacine Chalel et Hamza Megnouche)
  -  Champion d'Afrique de l'américaine (avec Yacine Chalel)
  -  Médaillé d'argent de la poursuite individuelle
- Le Caire 2023
  -  Champion d'Afrique de poursuite individuelle
  -  Médaillé d'argent du scratch
  -  Médaillé d'argent de l'américaine
  -  Médaillé de bronze de la poursuite par équipes
- Le Caire 2024
  -  Champion d'Afrique de poursuite par équipes (avec El Khacib Sassane, Yacine Chalel et Salah Eddine Ayoubi Cherki)
  -  Médaillé d'argent de la poursuite individuelle
  -  Médaillé de bronze de l'américaine
  -  Médaillé de bronze de l'omnium
- Le Caire 2025
  -  Médaillé de bronze de la poursuite par équipes

### Championnats arabes
- Le Caire 2021
  -  Médaillé d'or de la poursuite individuelle[1]
  -  Médaillé d'or de la poursuite par équipes (avec Yacine Chalel, El Khacib Sassane et Hamza Mansouri)[2]
- Le Caire 2023
  -  Médaillé d'argent de la poursuite par équipes (avec Yacine Chalel, El Khacib Sassane et Mohamed Nadjib Assal)[3]
  -  Médaillé de bronze de l'américaine (avec Mohamed Nadjib Assal)[3]